# エンリケ・アルヴィン・コレア
エンリケ・アルヴィン・コレア（Henrique Alvim Corrêa、1876年1月30日 - 1910年6月7日）は、ブラジル生まれのイラストレーターである。ベルギーやフランスで活動した。H・G・ウエルズの『宇宙戦争』に感銘を受けて描いたイラストで知られている。フランス語に翻訳された『宇宙戦争』の挿絵として出版された。

## 略歴
リオデジャネイロで生まれた。父親は法律家であったが1883年に亡くなり、母親は銀行家のホセ・メンデス・デ・オリベイラ・カストロ(José Mendez de Oliveira Castro)と再婚した。1889年のブラジル共和制革命によって、家族はブラジルを離れ、1892年にリスボンに移り、1894年にパリに移った。パリで画家のエドゥアール・デタイユらに学んだ。 1895年にパリのサロンに出展した。1897年に義理の父親が亡くなった。家族に反対されたが有名な版画家のシャルル・バルバンの娘と結婚し、ベルギーのブリュッセルに移り、1900年にスタジオを開いた。
1898年に出版されたH・G・ウエルズの『宇宙戦争』を題材に1903年に32点のイラストを描いた。1905年にウエルズの許可を得て、1906年に500冊限定の豪華本として出版された作品が最も良く知られている。
生活のために「アンリ・ルモルト（Henri Lemort ）」のペンネームでエロチックなイラストも描いていた。
1910年に結核のために34歳で亡くなった。
いくつかのコレアの作品は第ニ次世界大戦中の1942年にブラジルに運ぶ船が、ドイツの潜水艦に沈められて失われた。コレアの作品の展覧会が1972年に初めてブラジルのサンパウロ美術館で開かれた。

## 作品

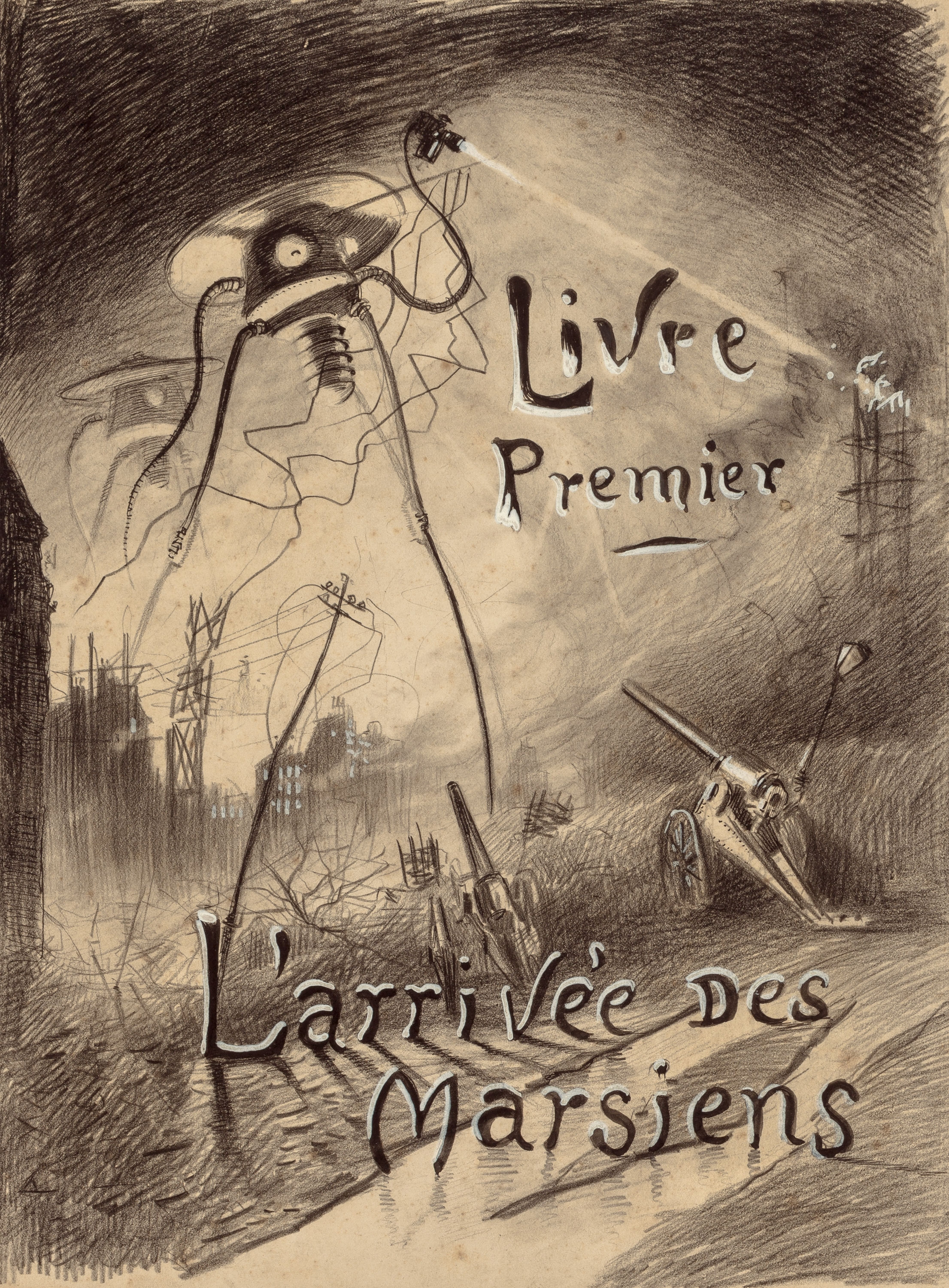
『宇宙戦争』挿絵
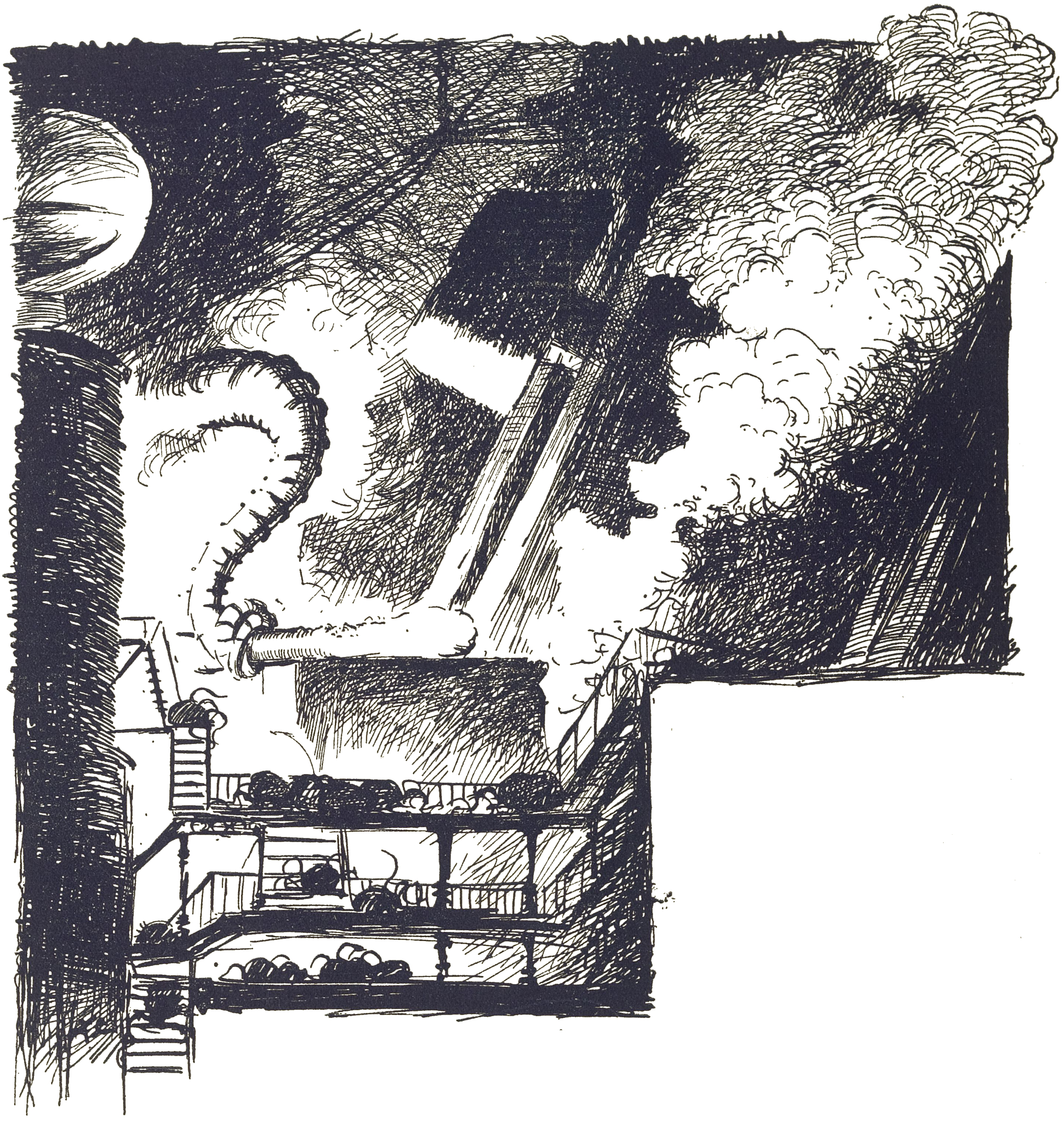
『宇宙戦争』挿絵(1906)
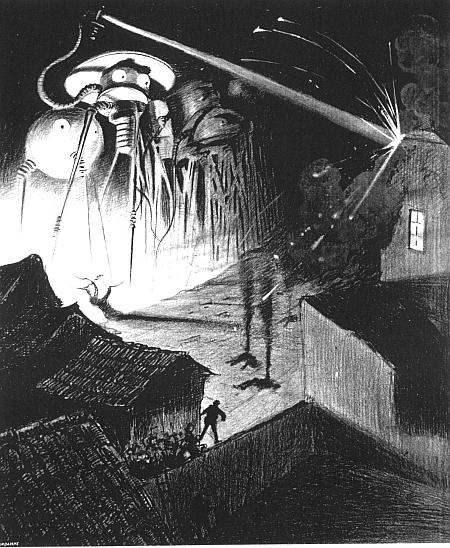
『宇宙戦争』挿絵(1906)
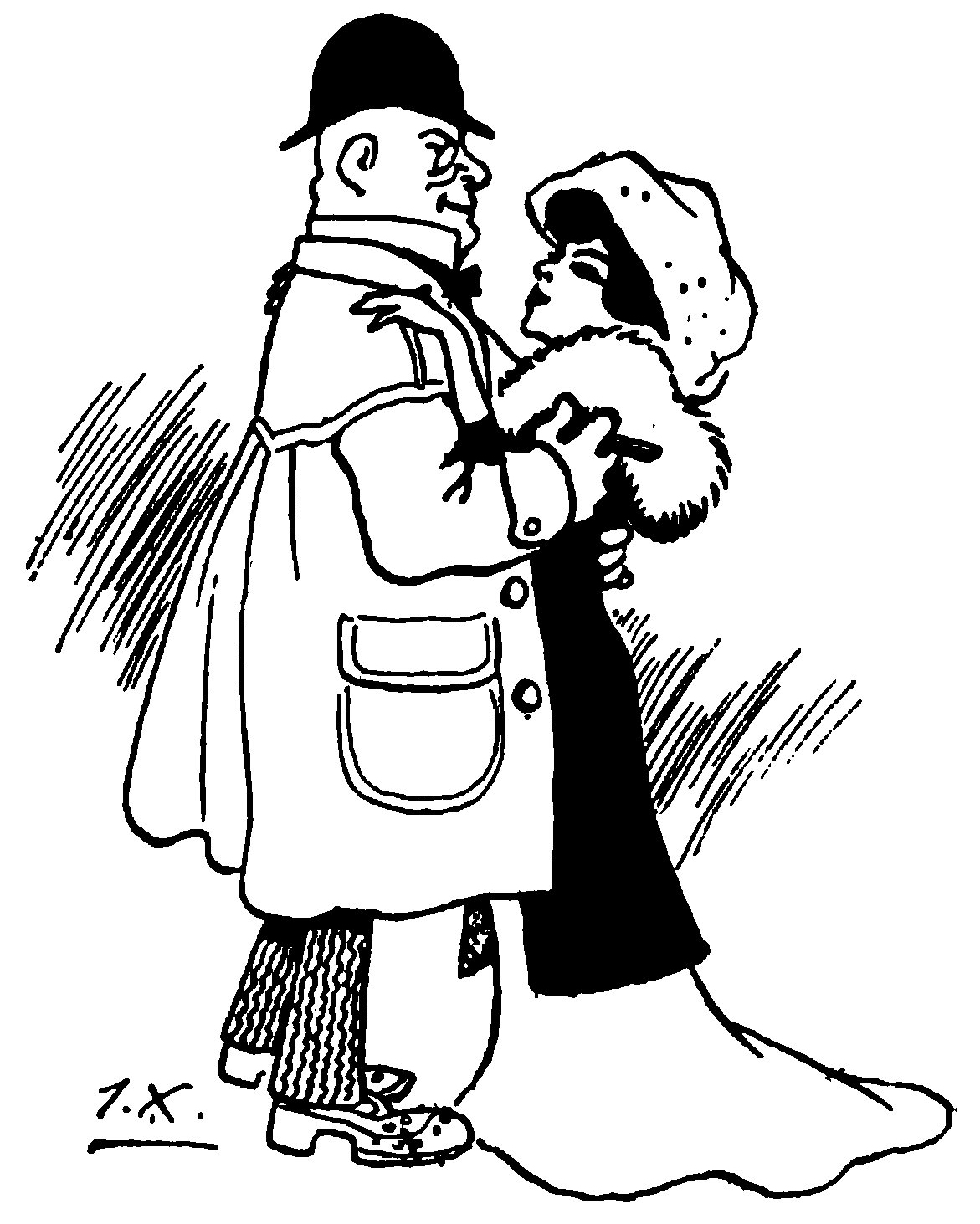
雑誌挿絵